# Alexandre Guy Pingré
Alexandre Guy Pingré, född 4 september 1711 i Paris, Frankrike, död 1 maj 1796 i Paris, var en fransk astronom känd genom sina historisk-kronologiska arbeten och särskilt för sin Cométographie ou traité historique des comètes (två band, 1783–94). Han upptäckte flera kometer.

## Biografi
Pingré utbildades av reguljärkaniker i klostret Saint Vincent i Senlis, Oise, där han kom in i församlingen vid sexton års ålder. År 1735, efter sin prästvigning, utnämndes han till professor i teologi vid skolan. Han blev dock snart misstänkt för att ha prenumererat på jansenismen och kallades av biskopen i Pamiers, av vilken han tillrättavisades och var skyldig att underkasta sig ett förhör av en kommitté av jesuiter.
År 1745 kallade kung Ludvig XV till ett allmänt möte i församlingen av reguljärkaniker i St. Genevieve, som Pingré var medlem i. Han ledde valet av en kanik som skulle genomdriva den kungliga politiken mot jansenistisk undervisning. Deltagande i mötet avkrävdes en ed till lydnad mot den påvliga bull Unigenitus, som hade utfärdats för att fördöma dessa läror. Pingré och flera andra kaniker från Senlis invände mot detta och togs bort från sina ansvarspositioner i församlingen. Han fick därefter i uppdrag att endast tjänstgöra i lantliga församlingar.
Pingré lämnades utarmad vid undertryckandet av hans kloster under franska revolutionen. Han kunde dock fortsätta att publicera sina arbeten fram till sin död 1796, genom stöd av astronomkollegan Jérôme Lalande, som fick ett bidrag på 3 000 franc från nationalförsamlingen.

## Vetenskapligt arbete
I tidig ålder hade Pingré utvecklat ett intresse för astronomi och 1749 utnämndes han till professor i astronomi vid den nygrundade Akademin i Rouen. Han skulle så småningom utses till bibliotekarie för klostret St Genevieve i Paris och till universitetets kansler. På St. Genevieve byggde han ett observatorium och fortsatte att arbeta där i fyrtio år.
Tyvärr led Pingré av dålig hälsa och syn, så hans observationsfärdigheter var begränsade, men han fick ett rykte som en utmärkt matematiker. Han blev känd för det vetenskapliga samhället när han upptäckte ett fel på fyra minuter i Lacailles beräkning av en månförmörkelse 1749. Efter att 1753 ha observerat en Merkuriuspassage, blev han korresponderande medlem av Académie des Sciences. År 1757 blev han intresserad av kometer och publicerade en betydande avhandling om kometers teori och observationshistoria.
Därefter publicerade han en nautisk almanacka baserad på Pierre Charles Le Monniers arbete med måntabeller. Under Venuspassagen 1761 deltog Pingré i en av de tre observationskampanjer som organiserades av Académie Royale och reste till ön Rodrigues mellan Madagaskar och Mauritius, dock med ett misslyckat resultat. Pingrés efterföljande kritik av Giovanni Battista Audiffredis observationer av passagen ledde till en vetenskaplig tvist.
År 1767 seglade Pingré till Östersjön tillsammans med Charles Messier för att testa marina kronometrar. Två år senare deltog han i en framgångsrik expedition till Haiti för att observera Venuspassagen 1769. År 1771 var han tillsammans med Jean-Charles de Borda med på fregatten Flores vetenskapliga uppdrag att testa kronometrar, under löjtnant Verdun de la Crenne. 

## Eftermäle
Nedslagskratern Pingré på månen och asteroiden 12719 Pingré är uppkallade efter honom.